# NGC 6827
NGC 6827 is een open sterrenhoop in het sterrenbeeld Vosje. Het hemelobject werd op 16 oktober 1878 ontdekt door de Franse astronoom Édouard Jean-Marie Stephan.

## Synoniemen
- OCL 120